# Steve Nelson
Steven Lee Nelson (Farmington, 26 aprile 1951) è un ex giocatore di football americano statunitense che ha giocato nel ruolo di linebacker per tutta la carriera con i New England Patriots della National Football League (NFL).

## Carriera
Nelson fu scelto dai Patriots nel secondo giro del Draft NFL 1974 rimanendo con essi per tutta la carriera, in cui saltò solamente tre partite. Fu convocato per il Pro Bowl per tre volte nel 1980, 1984 e 1985 e il suo numero 57 è stato ritirato in suo onore dai Patriots. Nel 1985 fece parte della squadra che raggiunse per la prima il Super Bowl nella storia della franchigia, dove fu sconfitta dai Chicago Bears.

## Palmarès

### Franchigia
- American Football Conference Championship: 1

New England Patriots: 1985

### Individuale
- Convocazioni al Pro Bowl: 3

1980, 1984, 1985
- All-Pro: 2

1980, 1984
- Formazione ideale del 50º anniversario dei Patriots
- Numero 57 ritirato dai New England Patriots

## Statistiche
| Partite totali | 174 |
| Intercetti     | 17  |